# Morašice (Pardubicei járás)
Morašice település Csehországban, a Pardubicei járásban. Morašice Jankovice, Litošice, Zdechovice és Horušice településekkel határos. Lakosainak száma 94 fő (2024. január 1.).

## Népesség
A település lakosságának változását az alábbi diagram mutatja:
| Lakosok száma | 214  | 266  | 223  | 191  | 132  | 108  | 80   | 80   | 93   | 94   |
|               | 1869 | 1890 | 1921 | 1950 | 1980 | 2001 | 2017 | 2019 | 2022 | 2024 |